# 阿拉巴特湾
阿拉巴特湾（烏克蘭語：Арабатська затока），位于欧洲东部，亚速海西南。 
它位于刻赤半岛西北岸和克里米亚的东北岸。